# Luciano Gorostiaga
Luciano Gorostiaga nació en Santiago del Estero, Argentina, durante el siglo XIX. Fue primo hermano del gobernador de Santiago del Estero, Manuel Taboada. En 1852, inició su vida política siendo elegido diputado provincial en representación del Departamento Capital. En 1854, fue designado juez civil de primera instancia y luego juez de alzada. Posteriormente, se desempeñó como convencional constituyente provincial en 1856 y 1860. Paralelamente, en 1857, llegó a ser procurador y defensor de menores. En 1859, fue tesorero provincial y al año siguiente fue nuevamente elegido diputado provincial, esta vez por el Departamento Choya. En 1861, durante el gobierno de Pedro Gallo, fue nombrado ministro de gobierno. En las elecciones legislativas de 1862 fue elegido diputado nacional y cuatro años más tarde, en las elecciones legislativas de 1866, logró renovar su escaño. Años más tarde, fue ministro de los gobernadores Taboada (1868) y Luis Frías (1871). En abril de 1875, en una revolución durante el final del "taboadismo", su vivienda fue asaltada por sus enemigos políticos. En junio de ese año, asumió como senador nacional, en reemplazo de Absalón Ibarra.